# Victoria Mansion
Victoria Mansion (aussi connue sous le nom de maison Morse-Libby) est une maison bourgeoise située dans la ville de Portland de l'État du Maine au États-Unis.
Cette maison est successivement la résidence de Ruggles Sylvester Morse et de son épouse Olive de 1860 à 1894, puis de Joseph Ralph Libby et ses successeurs de 1894 à 1929. En 1940, la maison est acquise par une société de préservation qui l'ouvre au public dès 1941 en tant que maison-musée historique,.
Le peintre américain, Edward Hopper, issu lui aussi de la Nouvelle-Angleterre et voyageant régulièrement dans le Maine, dessinera la maison en 1927.
Construite entre 1858 et 1860, cette résidence est conçue et réalisée par l’architecte Henry Austin dans le style italianisant en suivant les tendances de l'architecture victorienne. L'intérieur est particulièrement décoré par l’artiste peintre italien Giuseppe Guidicini ainsi que l'entreprise en décoration d'intérieur Herter Brothers de New York.
Cet édifice fait l’objet de quelques mesures de protection. Le 3 avril 1970, la Ville de Portland inclut la propriété dans l'aire de protection du district historique de la rue Spring. Le 19 mai 1970, le gouvernement fédéral inscrit la résidence au registre national des lieux historiques. Finalement, l'État du Maine déclare l'édifice monument historique national le 30 décembre 1970.

## Sources

### Ouvrages
Liste des ouvrages par ordre chronologique :
- (en) Marc Bascou, Ann Claggett Wood, Alice Cooney Frelinghuysen, Catherine Hoover Voorsanger, Simon Jervis, Hans Ottomeyer, Sophia Riefstahl et Katherine S. Howe, Herter Brothers : Furniture and Interiors for a Gilded Age, Huston (Texas)/ New York (NY), Lory Frankel/Harry N. Abrams Inc., 1994, 276 p. (ISBN 0-8109-3426-4, lire en ligne), p. 128
- (en) Virginia McAlester, Great American houses and their architectural styles, New York (NY), Jacqueline Decter / Abbeville Press Publishers, 1994, 356 p. (ISBN 1-55859-750-6, lire en ligne), p. 112
- (en) Arlene Palmer, Guide to Victoria Mansion : Revised Edition, Portland (Maine), Victoria Mansion, 2012, 52 p. (ISBN 978-1-4675-2193-2, lire en ligne)
- (en) Timothy Brosnihan, Thomas B. Johnson et Earle G. Shettleworth, Victoria Mansion, Charleston (Caroline du Sud), Arcadia Publishing, 2022, 127 p. (ISBN 978-1-4671-0856-0)

### Ressources électroniques
- Victoria Mansion Preservation Society, « Victoria Mansion », victoriamansion.org (consulté le 13 mai 2024)
- Charles W. Snell, « National Register of Historic Places Inventory-Nomination: Victoria Mansion / Morse-Libby House » [PDF], National Park Service, 29 juillet 1970